# Rossminze
Die Rossminze (Mentha longifolia) genannt auch Waldminze,  eine Art aus der Gattung der Minzen (Mentha) gehört zur Familie der Lippenblütler (Lamiaceae).

## Beschreibung
Es ist eine schnellwachsende, ausdauernde krautige Pflanze mit kräftigem Geschmack. Die Pflanzen erreichen normalerweise Wuchshöhen von etwa 50 Zentimetern, können aber unter günstigen Umständen deutlich größer werden, bis weit über 1 Meter. Am besten kann man die Rossminze an ihren länglich ovalen und kurz aber zottig behaarten Blättern erkennen. Die Blätter werden zwischen 4 und 9 Zentimeter lang und zwischen 1 und 2 Zentimeter breit. Genau wie der Stängel sind sie kurz und weich, weiß-, grau- oder grünzottig. Am Rande sind die Blätter mit nach vorne gerichteten Zähnen gezähnt. Die Blätter sitzen oder haben nur einen sehr kurzen Blattstiel.
Die Blüten sind rosarot, in manchen Fällen auch weißlich oder malvenfarbig. In der Höhe des Blütenstandes verzweigt sich der Stängel rispig. An den Rispenästen sitzen dann die vielblütigen Scheinquirlen und bilden dichte Scheinähren. Die Blütezeit ist von Juli bis September.
Die Rossminze ist ungiftig und essbar, ihr Geschmack wird jedoch von manchen Menschen als unangenehm empfunden.
Die Rossminze hat die Chromosomenzahlen 2n = 24, 36 oder 48.

## Vorkommen
Die Rossminze kommt von den gemäßigten Zonen Eurasiens bis ins südliche Afrika vor. In Mitteleuropa findet man sie besonders häufig in den Mittelgebirgen oder den tieferen Lagen der Alpen. In den Allgäuer Alpen steigt sie zwischen dem Probsthaus und dem Nebelhorn in Bayern bis zu 1970 m Meereshöhe auf. Sie ist in Mitteleuropa eine Charakterart des Mentho longifoliae-Juncetum inflexi aus dem Verband Agropyro-Rumicion.
Sie benötigt nassen, stickstoffreichen Boden. Sie wächst deshalb gerne in der Nähe von Flüssen oder in nassen Bodensenken, gerne in der Nähe von Siedlungen oder landwirtschaftlich genutzten Flächen. Durch ihre unterirdischen Wurzelausläufer kann sie unter günstigen Umständen Massenbestände bilden.
Die ökologischen Zeigerwerte nach Landolt et al. 2010 sind in der Schweiz: Feuchtezahl F = 4w+ (sehr feucht aber stark wechselnd), Lichtzahl L = 3 (halbschattig), Reaktionszahl R = 4 (neutral bis basisch), Temperaturzahl T = 3 (montan), Nährstoffzahl N = 4 (nährstoffreich), Kontinentalitätszahl K = 3 (subozeanisch bis subkontinental).

## Verwendung
Die Rossminze enthält im Unterschied zu anderen Minzen wenig Menthol. Ihre anderen Inhaltsstoffe sorgen für einen von manchen Menschen als unangenehm empfundenen Geschmack und Geruch, der manchmal als petroleumähnlich beschrieben wird, was ihre Verwendung als Heilpflanze (welche früher wie die Wasserminze auch mit lateinisch Balsamita bezeichnet wurde) oder Küchenkraut einschränke. In der Volksheilkunde werden Tees aus Rossminze gegen Magen-Darm-Beschwerden und Kopfschmerzen empfohlen. Ein Brei aus den Blättern soll zudem den Schmerz von Insektenstichen lindern.

## Systematik
Die Rossminze wurde 1762 von William Hudson in Flora Anglica veröffentlicht. Ein Synonym für Mentha longifolia Huds. ist Mentha sylvestris L. („Waldminze“), im 16. Jahrhundert auch lateinisch Calamintha silvestris und Menthastrum (mittellateinisch auch Mentastrum) genannt.
Man kann folgende Unterarten und Varietäten unterscheiden:
- Mentha longifolia var. amphilema Briq. ex Rech.f.: Sie kommt im Iran, im Irak und in Afghanistan vor.[2]
- Mentha longifolia var. asiatica (Boriss.) Rech.f. (Syn.: Mentha asiatica Boriss., Mentha kopetdaghensis Boriss., Mentha vagans Boriss.): Sie kommt von Westasien bis ins westliche China vor.[2]
- Mentha longifolia var. austroafghanica Rech.f.: Sie kommt in Afghanistan vor.[2]
- Mentha longifolia subsp. capensis (Thunb.) Briq. (Syn.: Mentha capensis Thunb.): Sie kommt von Simbabwe bis ins südliche Afrika vor.[2]
- Mentha longifolia var. chlorodictya Rech.f.: Sie kommt vom Kaukasus und Westasien bis Zentralasien vor.[2]
- Mentha longifolia var. kermamensis Rech.f.: Sie kommt im Iran vor.[2]
- Mentha longifolia var. kotschyana (Boiss.) Briq.: Sie kommt in der östlichen Türkei und im Iran vor.[2]
- Mentha longifolia subsp. longifolia: Sie kommt von Makaronesien und Europa bis zum Himalaja und ins tropische Afrika vor.[2]
- Mentha longifolia var. muqarrabica Shinwari & Chaudhri: Sie kommt in Pakistan vor.[2]
- Mentha longifolia subsp. noeana (Briq.) Briq.: Sie kommt in der Türkei vor.[2]
- Mentha longifolia var. petiolata Boiss.: Sie kommt im Irak und im Iran vor.[2]
- Mentha longifolia var. schimperi (Briq.) Briq.: Sie kommt auf der Arabischen Halbinsel und auf der Sinai-Halbinsel vor.[2]
- Mentha longifolia var. swatica Shinwari & Chaudhri: Sie kommt in Pakistan vor.[2]
- Mentha longifolia subsp. typhoides (Briq.) Harley: Sie kommt vom östlichen Mittelmeergebiet bis zum Iran vor.[2]
- Mentha longifolia subsp. wissii (Launert) Codd (Syn.: Mentha wissii Launert): Sie kommt in Namibia und Südafrika vor.[2]

## Ähnliche Arten
Offenbar wird die Rossminze auch in Vegetationsaufnahmen häufig mit der Grünen Minze (genannt auch Krausminze, Mentha spicata) verwechselt. Andreas Kleinsteuber geht davon aus, dass es sich bei der überwiegenden Zahl der bisher angenommenen Vorkommen der Rossminze in Baden-Württemberg tatsächlich um Grüne Minze handelt, während die Rossminze nur selten vorkommt. Während das Aussehen beider Pflanzen sehr ähnlich ist, lässt sich die Grüne Minze am ehesten am angenehmeren Geschmack bzw. Geruch beim Zerreiben der Blätter erkennen. Die Grüne Minze hat einen Kaugummi-Geruch („Spearmint“), während die Rossminze unangenehm nach Petroleum riecht.